# Eduardo Bergallo
Eduardo Bergallo es un productor musical e ingeniero de grabación, mezcla y masterización argentino, reconocido por sus trabajos en discos de artistas como Soda Stereo, Gustavo Cerati, Mercedes Sosa, Juana Molina, Lucybell y Natalia Lafourcade, lo que le valió ser nominado a un premio Grammy Latino y un premio Gardel como productor e ingeniero de grabación, respectivamente.
Comenzó su carrera en 1991, contabilizando a 2017 el haber trabajado en más de 2800 álbumes En 1994 creó el primer estudio de masterización de Argentina.
En 2010 participó como ingeniero de sonido en la canción oficial de la Copa Mundial de Fútbol de 2010, "Waka Waka (Esto es África)", interpretada por Shakira.
En torno al debate sobre la guerra del volumen, como referente local en cuestiones de grabación y sonido fue invitado en distintas oportunidades por la prensa a dar su opinión sobre el tema, manifestando:

Vos no podés hacer sonar fuerte cualquier cosa. Lo que vas a lograr es que el disco suene mal, distorsionado, sin matices, estridente.

En junio de 2017 ingresó como miembro al Consejo Directivo de la Academia Latina de la Grabación Latin Grammy. Ese mismo año fue nominado en la 18.ª edición de los Latin Grammy en la categoría "productor del año". En 2020 fue nominado a los Premios Gardel como "productor del año" por su trabajo en La otra dimensión, el álbum de Él Mató a un Policía Motorizado.